# Sigtuna kommun
59°37′N 17°43′Ø / 59.617°N 17.717°Ø
Sigtuna kommune ligger i Stockholms län i landskapet Uppland Sverige. Kommunens administrationscenter ligger i byen Märsta. Tidligere var Märsta en selvstændig kommune, men er i nyere tid lagt sammen med Sigtuna. Kommunen har gode landbrugsarealer i det østlige indland øst for vigen Skarven i søen Mälaren, omtrent midt mellem storbyerne Stockholm og Uppsala. I kommunen ligger Stockholm-Arlanda Lufthavn – Stockholms hovedflyveplads i nord.
Gennem kommunen går nord-syd hovedvejen E4 og jernbanelinje mellem Stockholm og Uppsala, med eget sidespor til Arlanda.

## Byer
Sigtuna kommune har tre byer.

indbyggere pr. 31. december 2005.
| #  | By         | Indbyggere |
| -- | ---------- | ---------- |
| 1. | Märsta     | 22.548     |
| 2. | Sigtuna    | 7.204      |
| 3. | Rosersberg | 1.641      |